# سامح الشوادي
سامح الشوادي (1963 -)مخرج سينمائي مصري.

## حياته ونشأته
حاز على درجة الليسانس، قسم الفلسفة التابع لكلية الآداب بجامعة عين شمس في عام 1986.
عمل مخرجًا في قنوات النيل المتخصصة منذ عام 1998، كما أخرج عدد من الأفلام القصيرة والمسلسلات التليفزيونية.

## فيلموجرافيا[4]
1. قمر لا يغيب مسلسل 2011
2. بحلم يا دنيا بجد فيلم 2008
3. شطحات نسائية مسلسل 2008
4. نجاملكم في الافراح فيلم قصير 2008
5. حلم النهار فيلم قصير 2007
6. هو النهارده ايه فيلم قصير 2007
7. طرح الصبار فيلم قصير 2006
8. أريد حلا [جزء 1] مسلسل 2006
9. أريد حلا [جزء 2] مسلسل 2005
10. أبناء الأمجد مسلسل 2004
11. تمثلية بريق الوهم تمثيلية 2004
12. تليفن فيلم 2003

## جوائز
1- الجائزة الذهبية في مهرجان القاهرة التاسع للإذاعة والتليفزيون 2003 عن مسلسل «تليفن» (مسلسل باللغة الفرنسية) وهو مأخوذ عن قصة الشاطر حسن وجائزة احسن إخراج عن نفس العمل
2- 	الجائزة الذهبية لأحسن فيلم روائي قصير عن فيلم «طرح الصبار» من مهرجان اتحاد المنتجين العرب 2006
3- 	الجائزة الفضية عن مسلسل اريد حلا من مهرجان اوسكار حقوق الإنسان (اليونسكو) 2007
4- 	الجائزة الفضية عن الفيلم الروائي القصير حلم النهار في مهرجان القاهرة السينمائي الدولي الثامن عشر لسينما الطفل 2008
5- 	الجائزة الفضية عن الفيلم الروائي القصير حلم النهار في مهرجان الاعلام الثالث عشر للاعلام العربي 2007.
6- 	دبلوم التميز من المركز الثقافي الفرنسي عن مسلسل «أحداث جارية» (والذي يعرض بالتليفزيون الفرنسي).
7- 	دبلوم التميز من المركز الثقافي الفرنسي عن مسلسل«راديكو»
8- 	شهادة تقدير من قطاع قنوات النيل المتخصصة عن مسلسل «أريد حلا» بعد تسويق الجزء الأول لخمس دول (2005) والجزء الثاني لسبع دول (2007)